# تصویربرداری فراطیفی

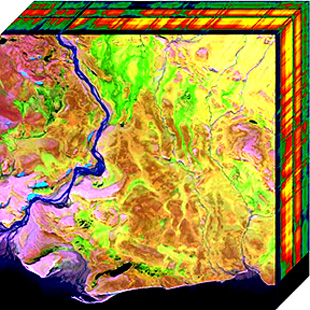
مکعب فراطیفی.

تصویربرداری فراطیفی نوعی از تصویربرداری طیفی است که مانند سایر انواع تصویربرداری طیفی داده‌ها را از بخشی یا تمام طیف الکترومغناطیسی گردآوری و پردازش می‌کند. در حقیقت یک شیء در  طول موج ‌های مربوط به رنج فراطیفی که بالاتر از طول موج‌های طیف مرئی هستند مورد تصویر برداری قرار می‌گیرد . هدف اصلی در تصویر برداری فرا طیفی، بدست آوردن محتوای طیفی یا به اصطلاح اثر طیفی یا امضای طیفی برای هر پیکسل از تصویر است .(مقصود تصویر شیء مورد عکس برداری است ) . اثر طیفی مربوط به مواد مختلف منحصر به فرد است مانند اثر انگشت و در نتیجه بدست آوردن آن به شناسایی مواد کمک می‌کند . به‌طور مثال در عکس برداری با استفاده از ماهواره سنگ از خاک قابل تشخیص می‌شود یا در پزشکی سلول‌های سرطانی شناسایی می‌شوند. اثر طیفی معمولاً در یک نمودار دو بعدی نمایش داده می‌شود که در آن محور x طول موج یا فرکانس و محور y مقدار را برای یک پیکسل از تصویر نشان می‌دهد.
برخلاف چشم انسان که تنها می‌تواند نور قابل دیدار در سه باند (قرمز، سبز و آبی) را ببیند، تصویربرداری فراطیفی دامنهٔ دید را به باندهای بسیار بیشتری گسترش می‌دهد .این نکته حائز اهمیت است که رنگ‌هایی که چشم انسان می بیند در واقع بازتاب طول موج‌های متفاوت در رنج طیف مرئی انسان است و وقتی که در مورد گسترش قدرت دید فرای این طیف مرئی صحبت می کنیم این تفاوت و برتری خود را به شکل اعداد به ما نشان می دهند و نه رنگ‌ها ! چون بالاخره چشم انسان رنج مرئی را می بیند . تفاوت ظاهری در این است که تصاویر فراطیفی گرفته شده با به اصطلاح رنگ ساختگی آشکارسازی می‌شوند .
حیواناتی وجود دارند که این توانایی را در چشم‌های خود دارند مثلاً چشم‌های میگوی آخوندکی قادر به دیدن نور قابل روئیت به علاوه پرتوهای فرابنفش و فروسرخ است. میگوی آخوندکی قادر است انواع مرجان‌های دریایی، طعمه‌ها یا طعمه‌خواران را از هم بازبشناسد در صورتی که همه این‌ها ممکن است به چشم انسان به صورت هم‌رنگ دیده شوند.
انسان‌ها انواع حسگرها و سامانه‌های پردازشی با این توانایی ساخته‌اند و از کارکردهای آن‌ها در پزشکی، هوا فضا , کشاورزی، کانی‌شناسی، فیزیک و زمین شناسی بهره می‌گیرند.

## سنسورهای تصویر برداری فرا طیفی

### سامانه‌های ماهواره‌ای دارای سنجنده‌های فراطیفی
- سوالبیرد (SVALBIRD)
- آویریس (AVIRIS)
- ان‌مپ (‎EnMAP‏ (۲۰۰ کانال)
- برنامه هزاره نو (EO-1) (هایپریون ۲۲۰ کانال)
- مایتی‌ست نیروی هوایی ایالات متحده (MightySat)
- تک‌ست ۳ (TacSat 3)
- چاندرایان-۱ (Chandrayaan-1)، نقشه‌بردار کانی‌شناختی ماه، ۶۴۰ کانال

## تفاوت بین تصویربرداری معمولی، فراطیفی و چند طیفی
تفاوت دوربین‌های رنگی معمولی با دوربین‌های فراطیفی، دراین است که در تصاویر رنگی هر پیکسل تصویر دارای اطلاعات رنگی نمونه فقط در سه رنگ آبی، سبز و قرمز است، در حالی که ثبت تصاویر فراطیفی از نمونه سبب می شود هر پیکسل از تصویر اطلاعات طیفی در صدها طول موج را دارا باشد.
هنگامی که شما این مطلب را می خوانید، چشمانتان انرژی منعکس شده را می بیند. درحالی که  کامپیوتر آن را در سه کانال تفکیک می کند : قرمز، سبز و آبی.
شاید برای شما جالب باشد چرا که ماهی قرمز توانایی تفکیک تابش مادون قرمز که توسط چشم انسان قابل رویت نیست را دارا می باشد. همچنین زنبور عسل توانایی دیدن نور ماوراء بنفش را دارد.
درحالی که این کار برای چشم انسان اصلاً مقدور نمی‌باشد.
تصور کنید که چشم انسان توانایی چشم ماهی قرمز برای دیدن مادون قرمز و همچنین توانایی چشم زنبور برای دیدن ماورا بنفش را داشته باشد.قطعاً دید انسان نسبت به جهان تغییر خواهد کرد.
سنسورهای  چند طیفی و فراطیفی برای ما همان کار را انجام می دهند.

## پیشینه
تصویربرداری فراطیفی برای نخستین بار در اواخر دهه هفتاد میلادی در ایالات متحده آمریکا انجام شد و به سرعت پیشرفت و گسترش یافت. مهم‌ترین مرحله پیشرفت این فناوری، در سال ۱۹۸۹ و هم‌زمان با ساخت سنجنده هوابرد آویریس توسط مرکز جی‌پی‌ال ناسا صورت گرفت که قادر به نمونه‌برداری در ۲۲۴ باند طیفی بود و پس از آن انواع سنجنده‌های فراطیفی هوابرد و فضایی دیگر نیز طراحی و ساخته شدند.